# 23465 Yamashitakouhei
23465 Yamashitakouhei è un asteroide della fascia principale. Scoperto nel 1989, presenta un'orbita caratterizzata da un semiasse maggiore pari a 2,2067579 au e da un'eccentricità di 0,1861223, inclinata di 5,26136° rispetto all'eclittica.